# August Benesch
August Benesch, též August Beneš, uváděn i jako Augustin (22. prosince 1829 Velký Ořechov – 19. dubna 1911 Kroměříž), byl rakouský právník a politik z Moravy, v 2. polovině 19. století poslanec Říšské rady a starosta Kroměříže.

## Biografie
Pocházel z rodiny ředitele statků hraběte Kounice ve Velkém Ořechově. Vystudoval Piaristické gymnázium v Kroměříži a pak studoval filozofii v Brně a práva na tehdejší Františkově univerzitě v Olomouci a na Vídeňské univerzitě. Krátce pak působil v Brně (jako koncipient u advokáta Aloise Pražáka) a v Moravské Ostravě. Od 1. ledna 1868 měl vlastní advokátní kancelář v Kroměříži. Sídlila v Janské ulici č. 246. V letech 1872-1893 vlastnil na kroměřížském Velkém náměstí rohový měšťanský dům u radnice, který je zapsán jako nemovitá Kulturní památka České republiky pod číslem 18636/7-6009.
Byl veřejně a politicky aktivní. V zemských volbách roku 1870 byl zvolen na Moravský zemský sněm za městskou kurii, obvod Kroměříž. Po krátké přestávce se v druhých volbách roku 1871 na zemský sněm vrátil a mandát tu obhájil i v zemských volbách roku 1878. Zemský sněm ho roku 1870 delegoval i do Říšské rady (celostátní parlament, volený nepřímo zemskými sněmy). Opětovně byl sněmem do vídeňského parlamentu delegován roku 1871, za městskou kurii na Moravě.
Byl českého původu ale hlásil se k německé národnosti a kultuře. Deník Moravská orlice ho roku 1881 označil za slovanského renegáta a od jakživa nepřítele slovanského národa. Stranicky se profiloval jako německý liberál (takzvaná Ústavní strana, liberálně a provídeňsky orientovaná, odmítající federalistické aspirace neněmeckých etnik).
Od roku 1875 do roku 1884 vykonával funkci starosty Kroměříže. Zasloužil se o rozvoj města. Coby starosta v 80. letech blokoval rozvoj českého školství v Kroměříži, která tehdy ještě byla dominována německými komunálními politiky. Pocit křivdy české strany ještě umocňovalo na jaře 1881 jeho vyznamenání rytířským řádem Františka Josefa.
Z funkce starosty odešel v roce 1884, kdy ho v nové volbě porazil baron Ferdinand Bojakowski, podporovaný českou stranou, rozdílem 18:10 hlasů.
Působil též jako hudební organizátor. Okamžitě po příchodu do Kroměříže usedl do čela místního pěveckého spolku Concordia, zorganizoval hudební školu a založil další spolek, Verein zur Forderung der Musik. Od mládí získával hudební vzdělání a byl zdatným pianistou. Byl i literárně činný. Zpracoval moravské pověsti a vydal německy vlastivědnou knihu o Kroměříži. Získal četná vyznamenání. Město Kroměříž mu udělilo čestné občanství.